# Hyphessobrycon negodagua
Hyphessobrycon negodagua es una especie de pez de la familia Characidae en el orden de los Characiformes.

## Morfología
Los machos pueden llegar alcanzar los 2,8 assolir cm de longitud total.
- Número de  vértebras: 29-32.[1]

## Hábitat
Vive en zonas de clima tropical.

## Distribución geográfica
Se encuentran en Sudamérica: cuenca del río Paraguaçu.